# Daniel de Rémy de Courcelles
Daniel de Rémy de Courcelles (Arques-la-Bataille, 1626 – Tolone, 24 ottobre 1698) è stato un politico, governatore della Nuova Francia dal 1665 al 1672, francese.
Discendente da una nobile famiglia, prestò servizio nel Reggimento Carignan-Salières e fu governatore di Thionville, in Lorena. 
Nel 1665 Courcelles successe a Augustine de Saffray de Mézy come governatore della Nuova Francia e di concerto con Alexandre de Prouville contribuì a sottomettere gli irochesi nel 1666.
Sotto di lui la politica espansionista franco-canadese ebbe massimo impulso e approvò tutte le esplorazioni di René Robert Cavelier de La Salle e Louis Jolliet.
Rientrato in Francia nel 1672, fu prima comandante della cittadella di Arras ed in seguito fu nominato governatore di Tolone.